# Daniel Reinhold Finsterbusch
Daniel Reinhold Finsterbusch (* 27. Dezember 1825 in Mittweida; † 14. September 1902 in Glauchau) war ein deutscher Lehrer und Komponist.

## Leben
Finsterbusch besuchte von 1840 bis 1845 das Lehrerseminar in Freiberg im Erzgebirge bei August Ferdinand Anacker, der u. a. den volkstümlichen Bergmannsgruß komponierte. Nach verschiedenen Anstellungen als Lehrer und Kantor in Chemnitz, Elterlein, Leisnig und Colditz, wurde Finsterbusch 1857 Kantor und Organist an der St. Georgenkirche in Glauchau. Er übernahm dort auch den von seinem Vorgänger gegründeten Kirchenchor. Da er ein vielseitig begabter und interessierter Mensch war, ließ er diesen Chor auch schwere Chormusik interpretieren. Gleichzeitig begann er selbst, Kirchenmusik, verschiedene Gesänge für gemischten Chor, Männerchöre, aber auch Instrumentalmusik zu komponieren, die teilweise noch heute aufgeführt werden. Bekannt wurde er u. a. auch durch die Herausgabe 100 Volksmelodien und 80 Choräle für den Schulgebrauch und Geistliche und weltliche Gesänge für Realschulen.